# Уигрэм, Лайонел
Лайонел Уигрэм (англ. Lionel Wigram; род. 22 декабря 1962) — британский продюсер и сценарист. Он был назван старшим вице-президентом Warner Bros. в ноябре 2000 года.

## Карьера

### Образование
Он вырос в Англии. Он учился в Итонском колледже и Оксфордском университете, где он также был сооснователем Oxford Film Foundation.

### Личная жизнь
Уигрэм женат и у него есть двое дочерей.

### Карьера в кино
Начинал карьеру как ученик продюсера Эллиотта Кастнера. После нескольких лет работы у Кастнера, Уингрем по его заданию спродюсировал несколько малобюджетных фильмов совместно с Кассианом Элвесом.
В ноябре 2000 года Уигрэм был назначен старшим вице-президентом Warner Bros. по производству. Как исполнительный продюсер студии, он был ответственен за покупку прав на экранизацию серии книг «Гарри Поттер», также контролировал съемки всех восьми фильмов серии. Вдобавок к фильмам о Гарри Поттере, Уигрэм также курировал производство фильмов «Три короля», «Шарлотта Грей» и «Большая стрижка».
Он позже перешёл с должности в студии к независимому продюсированию. В это время, Уигрэм спродюсировал хит 2009 года «Шерлок Холмс». Уигрэм также стал соавтором сюжета фильма. В основу фильма лёг комикс, который он также написал, в котором история о знаменитом детективе была адаптирована для современной аудитории. Он также был продюсером сиквела «Шерлок Холмс: Игра теней». Помимо франшизы о Шерлоке, Уигрэм был исполнительным продюсером последних четырёх фильмов о Гарри Поттере, также как и «Августа Раша» и «Легенд ночных стражей».
В 2012 году, Уигрэм совместно с Гаем Ричи, основал продюсерскую компанию под названием Ritchie/Wigram films. Компания выпустила свой первый фильм в августе 2015 года, «Агенты А.Н.К.Л.».
В 2015 году, Ричи и Уигрэм работали над четвёртым совместным фильмом, «Рыцари Круглого стола: Король Артур».
Он также является продюсером фильма «Фантастические звери и места их обитания», основанного на книге Джоан Роулинг, который вышел в ноябре 2016 года. Уигрэм сыграл важную роль в реализации творческого потенциала книги при экранизации.

## Фильмография
| Год  | Название                                          | Ориг. название                                | Продюсер | Исполнительный продюсер | Сценарист |
| ---- | ------------------------------------------------- | --------------------------------------------- | -------- | ----------------------- | --------- |
| 1988 | На вторник не рассчитывай                         | Never on Tuesday                              | Да       |                         |           |
| 1990 | Тёплый летний дождь                               | Warm Summer Rain                              | Да       |                         |           |
| 1991 | Холодный, как лёд                                 | Cool as Ice                                   | Да       |                         |           |
| 1995 | Там, внутри                                       | The Underneath                                |          | Да                      |           |
| 2007 | Гарри Поттер и Орден Феникса                      | Harry Potter and the Order of the Phoenix     |          | Да                      |           |
| 2007 | Август Раш                                        | August Rush                                   |          | Да                      |           |
| 2009 | Гарри Поттер и Принц-полукровка                   | Harry Potter and the Half-Blood Prince        |          | Да                      |           |
| 2009 | Шерлок Холмс                                      | Sherlock Holmes                               | Да       |                         | Сюжет     |
| 2010 | Легенды ночных стражей                            | Legend of the Guardians: The Owls of Ga'Hoole |          | Да                      |           |
| 2010 | Гарри Поттер и Дары Смерти. Часть 1               | Harry Potter and the Deathly Hallows – Part 1 |          | Да                      |           |
| 2011 | Гарри Поттер и Дары Смерти. Часть 2               | Harry Potter and the Deathly Hallows – Part 2 |          | Да                      |           |
| 2011 | Шерлок Холмс: Игра теней                          | Sherlock Holmes: A Game of Shadows            | Да       |                         |           |
| 2014 | Седьмой сын                                       | Seventh Son                                   | Да       |                         |           |
| 2015 | Агенты А.Н.К.Л.                                   | The Man from U.N.C.L.E.                       | Да       |                         | Да        |
| 2016 | Фантастические твари и где они обитают            | Fantastic Beasts and Where to Find Them       | Да       |                         |           |
| 2017 | Меч короля Артура                                 | King Arthur: Legend of the Sword              | Да       |                         | Да        |
| 2018 | Фантастические твари: Преступления Грин-де-Вальда | Fantastic Beasts: The Crimes of Grindelwald   | Да       |                         |           |
| 2022 | Фантастические твари: Тайны Дамблдора             | Fantastic Beasts: The Secrets of Dumbledore   | Да       |                         |           |
| TBA  | Шерлок Холмс 3                                    | Untitled third Sherlock Holmes film           | Да       |                         |           |
| TBA  | Каскад                                            | Cascade                                       | Да       |                         |           |
| TBA  | Агенты А.Н.К.Л. 2                                 | Untitled The Man from U.N.C.L.E. Sequel       | Да       |                         | Да        |